# Megurine Luka
Megurine Luka (巡音ルカ; Megurine Ruka) egy virtuális személy, akinek a hangját egy hangszintetizátor program segítségével készítették. A Crypton Future Media adta ki először 2009. január 30-án. Luka hangját Aszakava Jú (Yū Asakawa) japán szinkronszínész adja. Idáig két kiadása van: egy a Vocaloid2-ben és egy a Vocaloid4-ben. Luka az első kétnyelvű Vocaloid és az első angol Vocaloid, amit a CFM adott ki. Hangját használhatjuk a Vocaloidban és a Piaproban egyaránt.

## Kiadások

### Vocaloid2
Megurine Luka első kiadására a Vocaloid2-ben került sor,amely tartalmazza a japán és az angol hangját.
| Változat | Nyelv | Ajánlott hangok | Ajánlott műfajok                                   | Ajánlott Tempó |
| V2 JP    | Japán | D3 ~ D5         | latin, jazz, ethno pop, house, dance, elektronikus | 65 ~ 145       |
| V2 ENG   | Angol | D3 ~ D5         | latin, jazz, etno pop, house, dance, elektronikus  | 65 ~ 145       |

### Vocaloid4
Megurine Luka továbbfejlesztése a Vocaloid4-ben. A Piaproban használhatjuk az E.V.E.C hangokat is. (Az E.V.E.C. hangok különböző effektusokat tartalmazó hangok, melyeket csak a CFM Vocaloid4-es kiadások használhatnak, ezért jelölik őket V4x-el.) A hangok felsorolás szerint: "Erős 1" (Power 1), "Erős 2" (Power 2), "Suttogós" (Whisper), "Natív" (Native), "Aranyos" (Cute), "Rekedt" (Husky), "Lágy" (Soft), "Sötét" (Dark), és "Falsetto". Továbbá mindkét nyelvhez két új hang készült. Ezeket a hangokat használhatjuk XSY-hez (Cross-Synthetizer), mely egy csomagban lévő két hangot össze lehet mixelni eggyé. Ezt a Vocaloid4 programba tették belel először.
| Változat     | Nyelv | Ajánlott hangok | Ajánlott műfajok       | Ajánlott Tempó |
| JP Hard      | Japán | E2 ~ F4         | latin, jazz            | 50 ~ 170       |
| JP Soft      | Japán | E2 ~ F4         | latin, jazz, lágy jazz | 50 ~ 170       |
| ENG Straight | Angol | G#2 ~ C4        | latin, jazz            | 50 ~ 170       |
| ENG Soft     | Angol | G#2 ~ C4        | latin, jazz, lágy jazz | 50 ~ 170       |

Neve : Megurine Luka
Kora : 20
Súlya : 45 kg
magassága : 162 cm
Neme : Nő
Szinkron hangja : Yū Asakawa